# Selbstbindung

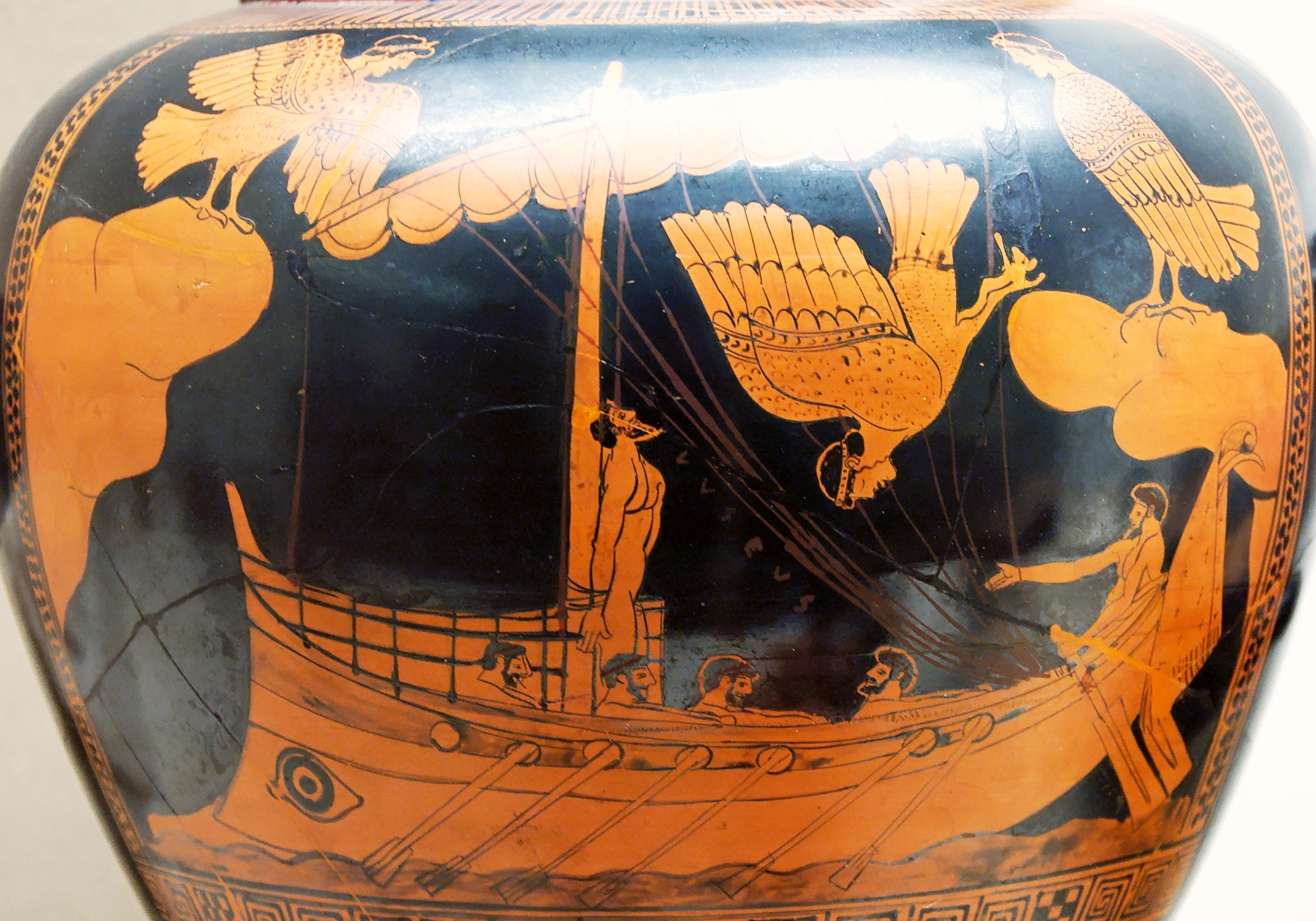
Odysseus hat sich selbst an den Mast binden lassen, um dem betörenden Gesang der Sirenen zu widerstehen (attische Vasenmalerei, ca. 480–470 v. Chr.).

Selbstbindung („self commitment“), im spieltheoretischen Sinne, ist eine unterstützende oder begleitende Aktion eines strategischen Zuges. Sie ist eine Verpflichtung, an die ein Akteur über längere Zeit gebunden ist. Selbstbindung zeigt dem Gegenspieler, dass die Absicht eine Handlung durchzuführen auch wirklich besteht, weil eine Rücknahme des Zuges zu teuer oder sogar unmöglich ist. Der Akteur legt sich auf eine Handlung fest, indem er Umstände schafft, die ihn von außen dazu zwingen, bei seiner Entscheidung zu bleiben. Das Ergebnis eines Spiels kann damit entscheidend beeinflusst werden. Selbstbindung bedeutet die Aufgabe der eigenen Handlungsfreiheit. Dem Gegenspieler können so Verhaltensweisen signalisiert werden, die sonst unglaubwürdig wären.
Wenn die Selbstbindung ohne äußeren Gegenspieler erfolgt, spricht man auch von Commitment Device (deutsch: „verbindliche Selbstverpflichtung“ oder nur „Selbstbindung“). Damit wird die Handlungsfreiheit mit kurzfristigem Horizont zugunsten eines längerfristig erwünschten Ergebnisses eingeschränkt, das ohne entsprechende Selbstbindung nicht zustande kommen würde. In diesem Sinne ist Selbstbindung ein Mittel gegen Akrasia. Das klassische Beispiel einer commitment device ist Odysseus, der sich selbst an den Mast binden lässt, um dem betörenden Gesang der Sirenen zu widerstehen. Seiner Mannschaft befiehlt er, sich die Ohren mit Wachs zu verschließen, so dass sie weder die Sirenen noch seine Bitten um Losbinden hören.

## Zuordnung
Selbstbindung ist der Bestandteil strategischer Züge, der den eigentlichen Aktionsplan erst glaubwürdig macht.
Ziel einer Selbstbindung ist es, das Verhalten des Gegners zum eigenen Vorteil zu beeinflussen.
Bei unternehmerischen strategischen Entscheidungen ist Selbstbindung eine wesentliche Voraussetzung für die Erlangung von Wettbewerbsvorteilen. Unternehmen ermöglicht sie beispielsweise Markteintrittsbarrieren zu erschaffen und eine bestimmte Zeit aufrechtzuerhalten. Möglichkeiten zur Selbstbindung im unternehmerischen Bereich sind zum Beispiel Investitionen in Forschung und Entwicklung, Investitionen in Produktionskapazitäten, Entscheidungen über die Kapitalstruktur und die Übertragung von Entscheidungsgewalt an verschiedene Instanzen.
Selbstbindung kann nur in einem dynamischen Umfeld, also bei Spielen mit einer Zeitstruktur erfolgen. Das bedeutet, dass aus spieltheoretischer Sicht mindestens zwei Entscheidungszeitpunkte betrachtet werden müssen.  Das heißt auch, dass Selbstbindung beobachtbar und verständlich sein muss, da sie sonst vom Gegenspieler nicht erkannt wird und ihn nicht in seinen späteren Entscheidungen beeinflussen kann. Die Glaubhaftigkeit wird dabei durch Irreversibilität in Form von starken Bindungskräften erreicht. Schon die Unumkehrbarkeit der Zeit erzeugt die Irreversibilität einer Entscheidung, sodass zum Beispiel einmal ausgegebene Investitionen in Forschung und Entwicklung nicht wieder rückgängig gemacht werden können.

## Kombination von Selbstbindungsmöglichkeiten
Am Beispiel von Heinrich V. kann eine Kombination verschiedener Möglichkeiten der Selbstbindung veranschaulicht werden. Heinrich V. verstand es besonders gut, seine Truppen zu motivieren und dadurch die Glaubwürdigkeit seines strategischen Zuges zu erhöhen. Vor der Schlacht von Agincourt sprach er zu seinen Soldaten: „Derjenige, der keinen Mut hat zu diesem Kampf, [kann] zurückkehren; sein Paß soll ausgestellt und Kronen zum Geleit in seine Börse gesteckt werden: Wir wünschen nicht, in der Gesellschaft desjenigen Mannes zu sterben, der fürchtet, seine Kameradschaft könnte mit uns sterben.“ 
Diese Art der Selbstbindung kombinierte verschiedene Punkte: Gruppendruck und Stolz veranlasste die Soldaten dieses Angebot nicht anzunehmen. Mit der Ablehnung gab es aber kein Zurück mehr. Im psychologischen Sinne brachen sie die Brücken hinter sich ab. Dadurch wurde implizit ein Vertrag geschlossen zu kämpfen, was auch den Tod bedeuten konnte.

## Antwortregeln
Selbstbindung kann in der Spieltheorie durch eine Antwortregel modelliert werden, indem im Vorhinein auf den Zug des anderen eine Antwort festgelegt wird. Das eigene Handeln erfolgt auf das der anderen in Abhängigkeit vom Zug des Gegenspielers. Dabei handelt es sich um ein sequenzielles Spiel, unabhängig welcher strategische Zug gerade gemacht wird. Auch ein simultanes Spiel, bei dem man sich durch eine Selbstbindung in Form einer Antwortregel verpflichtet, wird in ein Spiel mit sequenziellen Zügen umgewandelt.
Eine Antwortregel erfolgt zum Beispiel, wenn Eltern zu ihrem Kind sagen: „Es gibt kein Fernsehen, wenn du dein Zimmer nicht aufräumst.“ Die Antwort wird klar und eindeutig festgelegt, bevor das Kind sein Zimmer aufräumt. Die Handlung der Eltern, die in der Antwortregel definiert wird, erfolgt nach der Handlung des Kindes. Das Kind soll bestraft werden, wenn es das Zimmer nicht aufräumt. Es erhält somit einen Anreiz, im Sinne des Wunsches der Eltern zu handeln, was als strategischer Vorteil für die Eltern gedeutet werden kann. 
In Form von Drohungen oder Versprechen können Antwortregeln definiert werden. Zum Beispiel im Fall einer Flugzeugentführung handelt es sich um eine Drohung, wenn die Terroristen die Antwortregel festlegen, alle Passagiere zu töten, falls ihre Forderungen nicht erfüllt werden.
Selbstbindung durch ein Versprechen kann zum Beispiel erfolgen,  wenn der Staatsanwalt dem Beschuldigten eine mildere Strafe verspricht, falls er gegen seinen Mitangeklagten aussagt.

## Weitere Beispiele
Historisch war es üblich, dass man bei der Beilegung von Konflikten Geiseln stellte, um sich selbst an einen Friedensvertrag zu binden. Ein Beispiel ist Ottokar I. Přemysl, der Philipp von Schwaben im Austausch gegen die Königswürde Geiseln stellte.
Das Beispiel des spanischen Eroberers Hernán Cortés, der 1518 erfolgreich gegen die Azteken kämpfte, veranschaulicht den Effekt von Selbstbindung. Cortés befahl seinen Truppen, die eigenen Schiffe zu verbrennen, und zerstörte somit die Möglichkeit eines Rückzuges. Die Truppen mussten die Schlachten gewinnen, um zu überleben.
Beim so genannten Chicken Game kann ein Fahrer eine Selbstbindung erzeugen, indem er z. B. sein Lenkrad aus dem Fenster wirft. Damit macht er seinem Gegner glaubhaft, dass er auf jeden Fall nicht ausweichen wird.